# Phaeostigma (Graecoraphidia) hoelzeli
Phaeostigma (Graecoraphidia) hoelzeli is een kameelhalsvliegensoort uit de familie van de Raphidiidae. De soort komt voor in Griekenland.
Phaeostigma (Graecoraphidia) hoelzeli werd voor het eerst wetenschappelijk beschreven door H. Aspöck & U. Aspöck in 1964.